# Madotheca blepharophylla
Madotheca blepharophylla là một loài rêu tản trong họ Porellaceae. Loài này được (C. Massal.) Stephani miêu tả khoa học lần đầu tiên năm 1910.